# Vourles
Vourles es una comuna francesa situada en el departamento de Ródano, de la región de Auvernia-Ródano-Alpes.

## Demografía
| 910 | 848 | 810 | 854 | 830 | 864 | 815 | 871 | 891 | 961 | 1 075 | 1 147 | 1 051 | 942 | 813 | 866 | 867 | 795 | 780 | 668 | 676 | 634 | 753 | 718 | 687 | 673 | 907 | 982 | 1 171 | 1 505 | 1 514 | 1 844 | 2 743 | 3 115 | 3 338 |
| Para los censos de 1962 a 1999 la población legal corresponde a la población sin duplicidades (Fuente: INSEE [Consultar]) |     |     |     |     |     |     |     |     |     |       |       |       |     |     |     |     |     |     |     |     |     |     |     |     |     |     |     |       |       |       |       |       |       |       |